# Onere della prova
L'onere della prova è un principio logico-argomentativo in base al quale chi vuole dimostrare l'esistenza di un fatto ha l'obbligo di fornire le prove per l'esistenza del fatto stesso. In diritto processuale, è risalente al diritto romano e presente in tutti gli ordinamenti moderni: tocca a chi promuove un giudizio fornire le prove dei fatti posti a fondamento della propria pretesa, non a chi resiste negarli. Se i fatti non sono provati, il giudice civile deve respingere la domanda, senza la possibilità di ricorrere a un non liquet; quanto al giudizio penale, per il medesimo principio è compito di chi accusa portare le prove delle proprie affermazioni, non di chi si difende.
Tuttavia, il metodo che esso esprime travalica le diverse aree del diritto processuale (civile e penale) in cui è nato, essendosi sviluppato come argomento anche in ambito logico-filosofico.

## Nella storia del diritto
Sorto nella forma della locuzione latina giuridica affirmanti incumbit probatio (lett.: "la prova spetta a chi afferma"), ovvero onus probandi incumbit actori (alla lettera 'l'onere della prova è a carico di chi fa valere in giudizio un diritto), oppure onus probandi incumbit ei qui dicit, non ei qui negat (alla lettera: 'l'onere della prova è a carico di chi afferma qualche cosa, non di chi la nega'), fa parte dei brocardi che esprimono un principio fondamentale del diritto romano.
Enunciazioni di tale principio si possono riscontrare nei Digesta (22, 3, 21) in cui si leggono le parole del giurista Paolo «Probatio ei incumbit qui dicit, non qui negat» (spetta a chi dice, non a chi nega) e «semper necessitas probandi incumbit illi qui agit». Anche nel Corpus iuris civilis (4, 19, 23) si legge una disposizione valida sia per Diocleziano sia per Massimiano, che esprime proprio tale principio: Actor quod adseverat probare se non posse profitendo reum necessitate monstrandi contrarium non adstringit, cum per rerum naturam factum negantis probatio nulla sit. (lett: "l'accusatore, dichiarando di non poter provare ciò che afferma, non può obbligare il colpevole a mostrare il contrario, perché, per la natura delle cose, non c'è nessun obbligo di prova per colui che nega il fatto").

## Nel diritto civile
Nel caso in cui il giudice non ritenga di avere elementi sufficienti per decidere riguardo a due versioni differenti fornite dalle parti in conflitto, non potendo rifiutarsi di decidere, deve far applicazione della regola dell'"onere della prova", secondo cui deve accogliere la versione del fatto prospettata dalla parte su cui non grava l'onere della prova (quand'anche tale ultima versione risulti non sufficientemente dimostrata).

### Francia
Questa regola è passata nel diritto contemporaneo francese, dove l'articolo 9 del codice di procedura civile enuncia «Spetta ad ogni parte di provare conformemente alla legge i fatti necessari al successo della propria pretesa».

### Italia
Tale regola è prevista dall'articolo 2697 del Codice Civile, secondo cui chi chiede il giudizio su un diritto di cui "dice" o "afferma" i fatti costitutivi, deve assumere l'impegno implicito di provare ciò che afferma, con la conseguente responsabilità dell'eventuale difetto o insuccesso di quella prova. La regola ha carattere residuale, in quanto va applicata solo ai giudizi in cui un fatto contestato rilevante per la decisione rimanga sfornito di prove.
Costituiscono eccezioni al principio onus probandi incumbit actori le presunzioni, che operano in ambiti particolari, caratterizzati da una responsabilità diversa dalle regole ordinarie: la praesumptio iuris et de iure è invincibile, la praesumptio iuris tantum inverte solo l'onere della prova.
In ogni caso, per il principio del iura novit curia il giudice può autonomamente integrare le motivazioni in diritto eventualmente insufficienti.

## Nel diritto penale
"Se già un antico brocardo affermava che in criminibus non debent esse praesumptiones, sed clarae probationes, l’assunzione nel diritto vigente del principio del libero convincimento quale fulcro del momento valutativo delle prove da parte del giudice rende assai problematica l’ammissibilità nel sistema delle prove penali di presunzioni sfavorevoli all’imputato, tanto assolute che relative, siano esse di creazione legislativa o giurisprudenziale".

### Italia
Nell'ambito penale, sin dal codice toscano di Pietro Leopoldo, è stabilita "la presunzione di non colpevolezza, con l'onere della prova della responsabilità gravante sull'accusa («In quanto alle prove ogni accusato deve essere assoluto, subito che non vi sono prove contro di lui, senza obbligarlo a provare che non abbia commesso il delitto che gli è stato imputato» (§ 30))". Tale principio - che non è valido in ambito civilistico, dove non sempre l'onere della prova è a carico del ricorrente - "è, nelle dottrine e nella prassi dell'Ottocento, anzitutto un dogma che consacra la supremazia conoscitiva del giudice penale rispetto all'accertamento che si raggiunge in sede civile (...) dalla tensione dell'accertamento penale verso il vero scaturisce il dovere di iniziativa officiosa del giudice nella acquisizione della prova, al punto che l'obiettivo della verità materiale riflette una concezione monistica che non dà spazio ad una divisione della conoscenza tra le parti. Persino l'onere della prova viene inteso come ostacolo all'accertamento del fatto".
Tale regola è oggi rinforzata dal rango costituzionale che statuisce il principio della presunzione d'innocenza fino a prova contraria.
Si tratta, comunque, di un metodo di ricerca della verità materiale e non di una negazione della stessa possibilità di svolgimento del processo. Il principio dell'onere della prova non è smentito dal fatto che il cittadino, a carico del quale siano presenti sufficienti indizi di reità, debba sostenere un processo: l'essere rinviati a giudizio non inverte l'onere della prova, perché sarà sempre il pubblico ministero a dover dimostrare la commissione del reato.

### Portogallo
Il Decreto n. 37/XII, che regolava l'“illecito arricchimento”, è stato caducato dall'Acórdão n. 377/2015 del Tribunale costituzionale lusitano perché "il comportamento penalmente rilevante che si consuma attraverso la mera incompatibilità tra ricchezza dichiarata e quanto effettivamente posseduto comporta che gravi sull'accusato l'onere di giustificare siffatta incompatibilità, con evidente violazione del principio di presunzione di innocenza (principio che, com'è noto, fa ricadere a carico della pubblica accusa l'onere della prova e non sull'imputato il dovere di dimostrare la propria innocenza)".

### Consiglio d'Europa
Nel caso Telfner c. Austria, la Corte europea dei diritti dell'uomo ha stabilito che la presunzione di innocenza di cui all'articolo 6 paragrafo 2 CEDU risulterebbe violata se l'onere della prova fosse traslato dall'accusa alla difesa.

### Canada
Una parziale presunzione in ambito penale è prevista nel codice penale canadese, per l'omissione di soccorso in caso di un incidente stradale. Mentre sull'accusa grava il tradizionale onere penale della prova (secondo lo standard oltre un ragionevole dubbio), spetta all'imputato dimostrare che non si sia allontanato dalla scena del delitto per sfuggire alla responsabilità civile o penale, purché l'accusa sia in grado di provare gli altri elementi del reato: qualificato come "onere invertito", esso è stato ritenuto un limite giustificato al principio di non colpevolezza, ai sensi della sezione 1 della Carta dei diritti e delle libertà del Canada.

## Nella filosofia e nella teologia
Tale argomento è utilizzato anche in filosofia e teologia nell'ambito del dibattito sull'esistenza di Dio.
Viene adoperato per la prima volta nell'ambito della logica e dell'argomentazione nel medioevo. Già Pietro il Venerabile, in una lettera a Bernardo di Chiaravalle e nello scritto polemico anti-islamico Contra sectam sive haeresim saracenorum, usa in questo senso l'espressione «agenti probatio semper incumbit», sostenendo che il fatto che mussulmani sostenessero (senza prove) che le Sacre Scritture siano state soggette a falsificazione (taḥrīf) induce ad appurare che non siano state affatto falsificate. Nel '900, l'argomento è stato riproposto da Charles Hamblin nel libro Fallacies e da Douglas N. Walton nel libro Argument Structure: A Pragmatic Theory, dove si sostiene che, nel caso di una disputa, spetta all'allocutore che afferma qualcosa sottoporre un'argomentazione a sostegno della propria affermazione nel caso in cui l'interlocutore avesse espresso un dubbio.
Questo concetto viene talvolta usato dagli atei come argomento nel dibattito sull'esistenza di Dio: in un dibattito teologico - argomentano - sta a chi afferma l'esistenza di una divinità il compito di dimostrare la verità della propria affermazione. In quest'ottica, la situazione sarebbe paragonabile a una causa giudiziaria, nella quale è l'accusa (i credenti) che deve presentare delle prove a sostegno della propria tesi, mentre la difesa (gli atei) ha l'onere al più di invalidarle, ma certamente non quello di fornire alla giuria una dimostrazione di innocenza nei confronti di un'accusa infondata. Sarebbe quindi necessario, secondo questo principio, che gli stessi credenti si facciano carico dell'onere della prova a sostegno delle loro affermazioni.
Vi sono atei, quali Richard Dawkins, che sostengono che l'inesistenza di Dio non può essere dimostrata (in tal caso l'ateismo debole "non credere che Dio esista", e non ateismo forte "credere che Dio non esista". Diverso ancora dall'agnosticismo "non si può dire se Dio esiste o no"), poiché il principio di falsificabilità, proprio del metodo scientifico, ricerca gli errori e non le certezze. Il filosofo Guido Canziani sostiene che, da un punto di vista logico, sia preferibile mantenersi su un cauto scetticismo, piuttosto che lanciarsi in affermazioni che potrebbero non trovare conferma e che non hanno dimostrazione.